# Apelaure
Apelaure era un llogaret del territori d'Estimfal on la Lliga Aquea, sota Nicòstrat, va derrotar els macedonis dirigits per Andròstenes l'any 197 aC.